# Wolha Zander
Wolha Zander (belarussisch Вольга Цандэр, russisch Ольга Михайловна Цандер, engl. Transkription Volha Tsander; * 18. Mai 1976 in Hrodna) ist eine belarussische Hammerwerferin.
Bei den Weltmeisterschaften 2001 in Edmonton wurde sie Zehnte, und bei den Europameisterschaften 2002 in München schied sie in der Qualifikation aus.
2004 wurde sie bei den Olympischen Spielen in Athen Sechste und Zweite beim Leichtathletik-Weltfinale. Am 21. Juli 2005 erzielte sie in Minsk mit 76,66 m ihren persönlichen Rekord, scheiterte aber kurz danach bei den Weltmeisterschaften in Helsinki in der Qualifikation. Auch bei den Europameisterschaften 2006 in Göteborg kam sie nicht über die Vorrunde hinaus.